# Evolution of Dance

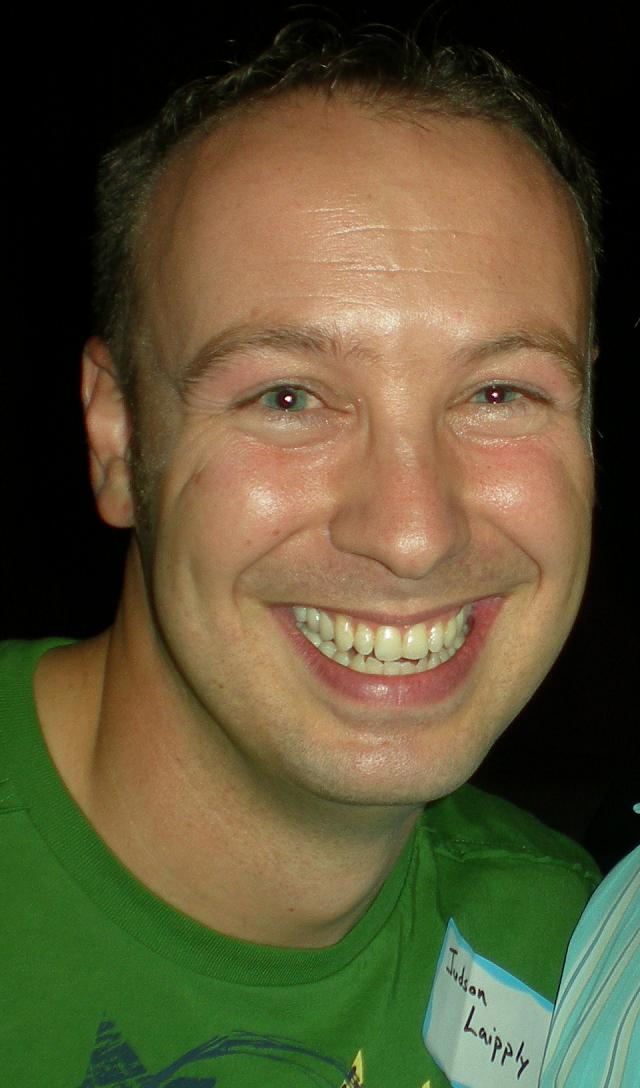
Judson Laipply (2008)

Evolution of Dance ist ein Musikvideo auf dem Videoportal YouTube. Es wurde am 6. April 2006 veröffentlicht und wird von dem US-Amerikaner Judson Laipply dargestellt. In dem Video tanzt Laipply zu Ausschnitten von bekannten Musikstücken der letzten Jahrzehnte. Das Video wurde über 300 Millionen (Stand November 2017) Mal angesehen. Zwei Jahre lang war es das meistgesehene Video auf YouTube, bis es von Avril Lavignes Musikvideo Girlfriend überholt wurde. Unter den meistdiskutierten Videos erreichte der Clip zwischenzeitlich Rang drei.
Während der ersten Erfolgswelle des Videos, in der das Video 10.000.000 Mal binnen zwei Wochen gesehen wurde, gab es ein großes Medienecho. So berichteten über das Video unter anderem CNN, MSN, E!, USA Today, Good Morning America, NBC und AOL.
Laipply hat mittlerweile einen Onlineshop, wo er unter anderem T-Shirts verkauft. Außerdem schrieb er das Buch Might As Well Dance.
Am 9. Januar 2009 veröffentlichte Laipply das Video Evolution of Dance 2. Es wurde über 23 Millionen (Stand November 2017) Mal angeklickt.
Am 6. April 2016, zum 10-jährigen Jubiläum des ersten Videos, wurde das Video Evolution of Dance 3 veröffentlicht. Es wurde bisher 900.000 (Stand November 2017) Mal angeklickt.

## Liste der Songs

### Evolution of Dance
| Lied                                                                          | Interpret                           | Länge     | Erscheinungsdatum |
| ----------------------------------------------------------------------------- | ----------------------------------- | --------- | ----------------- |
| Hound Dog                                                                     | Elvis Presley                       | 0:00–0:14 | 1956              |
| The Twist                                                                     | Chubby Checker                      | 0:14–0:31 | 1960              |
| Stayin’ Alive                                                                 | The Bee Gees                        | 0:31–0:38 | 1977              |
| Y.M.C.A.                                                                      | The Village People                  | 0:38–0:56 | 1978              |
| Kung Fu Fighting                                                              | Carl Douglas                        | 0:56–1:03 | 1974              |
| Keep on'                                                                      | The Brady Bunch Kids                | 1:03–1:17 | 1969              |
| Greased Lightnin'                                                             | John Travolta                       | 1:17–1:28 | 1978              |
| You Shook Me All Night Long                                                   | AC/DC                               | 1:28–1:42 | 1980              |
| Billie Jean                                                                   | Michael Jackson                     | 1:42–1:49 | 1983              |
| Thriller                                                                      | Michael Jackson                     | 1:50–1:58 | 1984              |
| Oompa Loompa                                                                  | Willy Wonka & the Chocolate Factory | 1:58–2:04 | 1971              |
| Mr. Roboto                                                                    | Styx                                | 2:04–2:14 | 1982              |
| Break Dance (Electric Boogie)                                                 | West Street Mob                     | 2:14–2:28 | 1983              |
| Walk Like an Egyptian                                                         | The Bangles                         | 2:28–2:36 | 1987              |
| The Chicken Dance                                                             | Bob Kames                           | 2:36–2:42 | 1992              |
| Mony Mony                                                                     | Billy Idol                          | 2:42–2:57 | 1981              |
| Ice Ice Baby                                                                  | Vanilla Ice                         | 2:57–3:11 | 1990              |
| U Can’t Touch This                                                            | MC Hammer                           | 3:12–3:42 | 1990              |
| Love Shack                                                                    | The B-52s                           | 3:42–3:46 | 1989              |
| Apache (Jump on it)                                                           | Sugarhill Gang                      | 3:46–4:02 | 1981              |
| Jump Around                                                                   | House of Pain                       | 4:02–4:15 | 1992              |
| Baby Got Back                                                                 | Sir Mix-a-Lot                       | 4:15–4:22 | 1992              |
| Tubthumping                                                                   | Chumbawamba                         | 4:22–4:32 | 1996              |
| What Is Love                                                                  | Haddaway                            | 4:32–4:40 | 1993              |
| Cotton Eye Joe                                                                | Rednex                              | 4:40–5:01 | 1994              |
| Macarena                                                                      | Los del Río                         | 5:01–5:06 | 1996              |
| Bye Bye Bye                                                                   | *NSYNC                              | 5:06–5:29 | 2000              |
| Lose Yourself                                                                 | Eminem                              | 5:29–5:33 | 2002              |
| Hey Ya!                                                                       | OutKast                             | 5:33–5:39 | 2003              |
| Dirt Off Your Shoulder                                                        | Jay-Z                               | 5:39–5:49 | 2003              |
| Ice Ice Baby (Lyrics played: "Yo, let's get outta here. Word to your mother") | Vanilla Ice                         | 5:49–5:52 | 1990              |
| Bye Bye Bye (Lyrics played: "Bye, bye, bye")                                  | *NSYNC                              | 5:52–6:00 | 2000              |

### Evolution of Dance 2
| Lied                                  | Interpret                                    | Länge     | Erscheinungsdatum |
| ------------------------------------- | -------------------------------------------- | --------- | ----------------- |
| I Got You (I Feel Good)               | James Brown                                  | 0:10–0:30 | 1965              |
| My Girl                               | The Temptations                              | 0:30–0:39 | 1964              |
| Proud Mary                            | Ike und Tina Turner                          | 0:39–0:50 | 1971              |
| The Hustle                            | Van McCoy and the Soul City Symphony         | 0:50–0:55 | 1975              |
| Hokey Pokey                           | Larry LaPrise, Charles Macak and Tafit Baker | 0:55–1:09 | 1950              |
| Shout                                 | The Isley Brothers                           | 1.09–1.20 | 1959              |
| Tequila                               | The Champs                                   | 1.21–1.30 | 1958              |
| I’m Gonna Be (500 Miles)              | The Proclaimers                              | 1:31–1:38 | 1988              |
| Pump Up the Jam                       | Technotronic                                 | 1:38–1:56 | 1989              |
| I’m Too Sexy                          | Right Said Fred                              | 1:56–2:11 | 1991              |
| Electric Slide                        | Marcia Griffiths                             | 2:11–2:31 | 1989              |
| My Lovin' (You're Never Gonna Get It) | En Vogue                                     | 2:31–2:42 | 1992              |
| Tootsie Roll                          | 69 Boyz                                      | 2:43–2:56 | 1994              |
| Cha Cha Slide                         | DJ Casper                                    | 2:57–3:16 | 1996              |
| Lean Back                             | The Terror Squad                             | 3.16–3.23 | 2004              |
| Here It Goes Again                    | OK Go                                        | 3:23–3:32 | 2006              |
| London Bridge                         | Fergie                                       | 3:32–3:42 | 2006              |
| Crank That (Soulja Boy)               | Soulja Boy Tell 'Em                          | 3:42–4:00 | 2007              |

### Evolution of Dance 3
| Lied                     | Interpret                                  | Länge     | Erscheinungsdatum |
| ------------------------ | ------------------------------------------ | --------- | ----------------- |
| Johnny B. Goode          | Chuck Berry                                | 0:05–0:13 | 1958              |
| Time Warp                | The Rocky Horror Picture Show (Soundtrack) | 0:14–0:36 | 1975              |
| Born to Hand Jive        | Sha Na Na                                  | 0:36–0:56 | 1978              |
| Beat It                  | Michael Jackson                            | 0:56–1:13 | 1983              |
| Sweet Child o’ Mine      | Guns N’ Roses                              | 1:13–1:30 | 1988              |
| Vogue                    | Madonna                                    | 1:30–1:38 | 1990              |
| Hanging Tough            | New Kids on the Block                      | 1:38–1:48 | 1988              |
| Rollin’                  | Limp Bizkit                                | 1:48–2:04 | 2000              |
| It’s Not Unusual         | Tom Jones                                  | 2:04–2:20 | 1965              |
| Peanut Butter Jelly Time | Chip-Man & The Buckwheat Boyz              | 2:20–2:31 | 2005              |
| Hips Don’t Lie           | Shakira                                    | 2:31–2:41 | 2006              |
| Cupid Shuffle            | Cupid                                      | 2:41–2:54 | 2007              |
| Wobble                   | V.I.C.                                     | 2:54–3:13 | 2008              |
| Stanky Legg              | GS Boyz                                    | 3:13–3:19 | 2008              |
| Single Ladies            | Beyoncé                                    | 3:19–3:31 | 2008              |
| Moving Like Berney       | ISA                                        | 3:31–3:38 | 2010              |
| Party Rock Anthem        | LMFAO                                      | 3:38–3:43 | 2011              |
| I'm Sexy and I Know It   | LMFAO                                      | 3:43–3:48 | 2011              |
| Call Me Maybe            | Carly Rae Jepsen                           | 3:48–3:55 | 2011              |
| Gangnam Style            | Psy                                        | 3:55–4:06 | 2012              |
| Wrecking Ball            | Miley Cyrus                                | 4:06–4:22 | 2013              |
| Watch Me (Whip/Nae Nae)  | Silentó                                    | 4:22–4:29 | 2015              |
| Hit The Quan             | ILoveMemphis                               | 4:29–4:37 | 2015              |
| Hotline Bling            | Drake                                      | 4:37–4:52 | 2015              |
| So Long, Farewell        | The Sound of Music (Soundtrack)            | 4:52–5:04 | 1965              |